# 岡本瑞恵
岡本 瑞恵（おかもと みずえ）は、劇団四季所属の俳優。三重県出身。

## 来歴・人物
少女時代は男子と遊んでやり合っても負けることがなかった男勝りな性格だった。両親の影響でミュージカルに多く触れる生活を送り、地元三重や名古屋の劇場で『キャッツ』や『オペラ座の怪人』などを観に行っていた。クラシックバレエ、ジャズダンス等を学び、劇団四季入団以前にもいくつかの舞台に出演。
大阪芸術大学舞台芸術学科を卒業し、同2009年に劇団四季の研究所に入所。
2009年11月14日に『嵐の中の子どもたち』のフローラ役として劇団四季での初舞台を踏む。後にセシリー役、カロリー役、ブルーシー役としても出演。
2010年1月23日に『ライオンキング』のナラ役としてデビューし、初のヒロインを演じる。
2011年6月18日に『マンマ・ミーア!』の主役のひとりソフィ・シェリダン役としてデビュー。その後アンサンブルとしても出演。
2012年5月26日に『アスペクツ・オブ・ラブ』のアンサンブルとしてデビュー。
2014年3月8日から9日にかけて行われた『マンマ・ミーア!』劇団四季版CDの収録においては、ソフィ・シェリダン役としてレコーディングキャストを担う。
2015年5月24日に日本初演として開幕した『アラジン』ではヒロインのジャスミン役としてオリジナルキャストおよび劇団四季版キャストアルバムのレコーディングキャストを担う。
2016年6月17日に『ウィキッド』の主役のひとり、エルファバ役としてデビュー。
2018年6月23日に『ソング＆ダンス 65』のシンガー枠としてデビュー。
2021年6月24日に『アナと雪の女王』のオリジナルキャストのエルサ役としてデビュー。

## 出演作品

### 舞台
(太字はヒロイン)
- 嵐の中の子どもたち（フローラ、セシリー、カロリー、ブルーシー役）
- ライオンキング（ナラ役）
- マンマ・ミーア!（ソフィ・シェリダン役、アンサンブル）
- アスペクツ・オブ・ラブ（アンサンブル）
- アラジン（ジャスミン役）
- ウィキッド（エルファバ役）
- ソング＆ダンス 65（1枠）
- アナと雪の女王（エルサ役）

### CD
- ミュージカル『マンマ・ミーア!』 劇団四季版スペシャル・エディション（ソフィ・シェリダン役）
- ミュージカル『アラジン』劇団四季版キャストアルバム（ジャスミン役）
- ミュージカル『アナと雪の女王』劇団四季版キャストアルバム（エルサ役）